# Strada statale 730 del Nucleo Industriale di Monterotondo
La strada statale 730 del Nucleo Industriale di Monterotondo (SS 730), già nuova strada ANAS 377 Bretella Salaria Sud (NSA 377), è una strada statale italiana.

## Percorso
La strada ha origine dalla rotatoria sulla strada provinciale 15/a Tiberina nel comune di Castelnuovo di Porto. Essa collega al casello autostradale "Castelnuovo di Porto" dell'A1 dir Roma Nord e, superando il fiume Tevere, con il polo industriale di Monterotondo.
Il primo tratto ad essere inaugurato corrisponde allo sbocco naturale del casello autostradale di Castelnuovo di Porto sulla SP 15/a: quindi la sua apertura è strettamente connessa a quella dello svincolo, avvenuta il 27 luglio 2010. L'apertura del restante tratto tra lo svincolo e il nucleo industriale è invece datata 20 settembre 2011.
In fase di costruzione l'arteria misurava 3,900 km e fu provvisoriamente denominata nuova strada ANAS 377 Bretella Salaria Sud (NSA 337), salvo poi essere definitivamente classificata quale SS 730 nel 2011, con una lunghezza definitiva di 2,615 km e il seguente itinerario: "Innesto con la S.P. n. 15/a "Tiberina" - Nucleo Industriale di Monterotondo".